# Misty Blue Simmes
Misty Blue Simmes, pseudonimo di Dianne Syms (8 febbraio 1959), è un'ex wrestler statunitense.

## Carriera

### Inizi
Simmes si dedicò al wrestling dopo aver imparato a boxare e aver fatto parte di uno spettacolo di boxe tutto al femminile. Da lì in poi, fu invitata da Killer Kowalski ad entrare nella sua scuola di wrestling dove si allenò per 18 mesi prima di debuttare sul ring.

### American Wrestling Association
Lottò nella American Wrestling Association in una 10-woman battle royal all'evento WrestleRock 86 del 20 aprile 1986. Il match fu vinto da Sherri Martel.

### National Wrestling Alliance
Nel 1986 entrò nella National Wrestling Alliance (NWA) e le fu assegnato d'ufficio l'NWA United States Women's Championship (in sostituzione del precedente NWA World Women's Championship detenuto da Debbie Combs). Quindi sfidò la Combs ad un match per l'unificazione dei titoli, ma fu aggredita dalla madre/manager della Combs, Cora Combs. Difese la cintura NWA U.S. Women's Title contro Linda Dallas, Kat LeRoux, Black Venus, Mad Dog Debbie Irons ed altre, in programmi TV NWA come World Wide Wrestling e World Championship Wrestling. Frequentemente lottava in coppia insieme a Heidi Lee Morgan e Vula.
Ebbe anche una breve rivalità con Jim Cornette. Durante un'intervista televisiva sulla TBS, Simmes chiese a Cornette di addestrarla solo per attirarlo sul ring e inchiodarlo con un calcio. Quando The Midnight Express salirono sul ring, arrivò anche Dusty Rhodes. Simmes quindi prese parte ad un 8-person mixed tag team match insieme a Rhodes, Nikita Koloff e Barry Windham contro Cornette, Midnight Express e Dick Murdoch. Tuttavia, l'angle non raggiunse mai la popolarità di feud simili di Cornette come quello con Baby Doll.
Mentre Madusa Miceli era la campionessa AWA World Women's in carica, Simmes la sfidò ad un match di unificazione dei titoli nella Delta Tiger Lilies, ma l'incontro non si disputò mai.

### Circuito indipendente
Quando la NWA chiuse la propria divisione femminile alla fine del 1989, Simmes passò prima al circuito indipendente e poi alla Ladies Professional Wrestling Association. Insieme a Heidi Lee Morgan formò il Team America e vinse i titoli LPWA Tag Team. Persero poi le cinture contro The Glamour Girls.
A Porto Rico ebbe un feud con Monster Ripper e conquistò la cintura WWC Women's Championship, sconfiggendo Wendi Richter l'8 agosto 1986.

### World Championship Wrestling
Alla fine del 1991 lottò nella World Championship Wrestling. Affrontò Linda Dallas e Kat LeRoux in alcuni match. Nel 1997 si ritirò dal wrestling.

## Vita privata
È sposata con Jon Simmes.
Prima di diventare una lottatrice professionista, lei e suo marito Jon presero parte ad alcuni film pornografici nei primi anni ottanta, dove lei si esibiva con lo pseudonimo Bunny Hatton. Nel 1983 recitò nel film porno Slit Skirts in una scena hard con Ron Jeremy.

## Titoli e riconoscimenti
- International World Class Championship Wrestling
  - IWCCW Women's Championship (1)
- International Wrestling Association
  - IWA Women's Championship (1)[9]
- International Wrestling Federation
  - IWF Women's Championship (1)[9]
- Ladies Professional Wrestling Association
  - LPWA Tag Team Championship (1) – con Heidi Lee Morgan
- National Wrestling Alliance
  - NWA United States Women's Championship (1)
  - NWA Hall of Fame (Classe del 2012)[10]
- World Wrestling Council

- WWC Women's Championship (1)

- World Wide Wrestling Alliance

- WWWA Woman's Championship (1)

- Altri titoli
  - BBP (Vermont) Women's Championship
  - NCW/IWA Intercontinental Women's Championship
  - NCW/IWA United States Women's Championship

## Filmografia
- Scooter Trash, regia di Boz Crawford (1988) (come Bunny Hatton)
- Rites of Passion, regia di Annie Sprinkle e Veronica Vera (1987) (cameo) (come Bunny Hatton)
- Down and Dirty Scooter Trash, regia di Boz Crawford (1985) (come Bunny Hatton)
- Burlexxx, regia di Vince Benedetti (1984) (come Bunny)
- Slit Skirts, regia di J.D. Marlowe (1983) (come Alexandri)
- Alley Cats: The Saga of the Raging Cow, regia di Boz Crawford (1983) (come Bunny Hatton)
- The Erotic World of Angel Cash, regia di Don Walters (1982) (come Bunny Hatton)